# Терещенко, Александр Акимович
Александр Акимович Терещенко — советский хозяйственный, государственный и политический деятель, Герой Социалистического Труда.

## Биография
Родился в 1905 году в Санкт-Петербурге. Член КПСС.
С 1925 года — на хозяйственной, общественной и политической работе. В 1925—1987 гг. — механик, начальник цеха, главный инженер Ленинградского электромеханического завода имени А. А. Кулакова, директор завода № 209, заместитель директора Научно-исследовательского института морской телемеханики и автоматики № 49 Министерства судостроительной промышленности СССР, заместитель директора НИИ-49 и опытного завода № 900 Государственного комитета Совета Министров СССР по судостроению, директор завода «Северный пресс», главный инженер по производству, ведущий инженер Ленинградского научно-производственного объединения «Гранит» Министерства судостроительной промышленности СССР.
Указом Президиума Верховного Совета СССР от 30 марта 1970 года присвоено звание Героя Социалистического Труда с вручением ордена Ленина и золотой медали «Серп и Молот».
Умер в Ленинграде в 1987 году.